# Marnie McBean
Marnie Elizabeth McBean (Vancouver, 28 januari 1968) is een Canadees voormalig roeister. McBean maakte haar debuut tijdens de wereldkampioenschappen roeien 1989 met een vierde plaats in de vier-zonder-stuurvrouw. Tijdens de wereldkampioenschappen roeien 1991 won McBean twee wereldtitels, in de acht en de twee-zonder-stuurvrouw. Een jaar maakte McBean haar olympische debuut met gouden medailles in de twee-zonder-stuurvrouw en de acht tijdens de Olympische Zomerspelen 1992. In wereldkampioenschappen roeien 1995 werd McBean met haar vaste partner Kathleen Heddle aan haar zijde voor de derde maal wereldkampioen, ditmaal in de dubbel-twee. Een jaar later werd McBean samen met Heddle olympisch kampioen in de dubbel-twee en samen waren ze onderdeel van de Canadese dubbel-vier die brons won. McBean beëindigde in 2000 haar roeicarrière.
In 2023 werd McBean benoemd in de  Canadese Senaat als afgevaardigde voor de provincie Ontario.

## Resultaten
- Wereldkampioenschappen roeien 1989 in Bled 4e in de vier-zonder-stuurvrouw
- Wereldkampioenschappen roeien 1990 in Barrington 4e in de vier-zonder-stuurvrouw
- Wereldkampioenschappen roeien 1991 in Wenen  in de twee-zonder-stuurvrouw
- Wereldkampioenschappen roeien 1991 in Wenen  in de acht
- Olympische Zomerspelen 1992 in Barcelona  in de twee-zonder-stuurvrouw
- Olympische Zomerspelen 1992 in Barcelona  in de acht
- Wereldkampioenschappen roeien 1993 in Račice  in de skiff
- Wereldkampioenschappen roeien 1994 in Indianapolis  in de dubbel-twee
- Wereldkampioenschappen roeien 1995 in Tampere  in de dubbel-twee
- Wereldkampioenschappen roeien 1995 in Tampere  in de dubbel-vier
- Olympische Zomerspelen 1996 in Atlanta  in de dubbel-twee
- Olympische Zomerspelen 1996 in Atlanta  in de dubbel-vier
- Wereldkampioenschappen roeien 1998 in Keulen  in de vier-zonder-stuurvrouw
- Wereldkampioenschappen roeien 1998 in Keulen  in de acht
- Wereldkampioenschappen roeien 1999 in St. Catharines 6e in de skiff

1976: Sijka Kelbetsjeva & Stojanka Groejtsjeva ·
1980: Ute Steindorf & Cornelia Klier ·
1984: Rodica Arba & Elena Horvat ·
1988: Rodica Arba & Olga Homeghi ·
1992: Marnie McBean & Kathleen Heddle ·
1996: Megan Still & Kate Slatter ·
2000: Georgeta Damian & Doina Ignat ·
2004: Georgeta Damian & Viorica Susanu ·
2008: Georgeta Andrunache-Damian & Viorica Susanu ·
2012: Helen Glover & Heather Stanning ·
2016: Helen Glover & Heather Stanning ·
2020: Grace Prendergast & Kerri Gowler ·
2024: Ymkje Clevering & Veronique Meester
1976: Svetla Otsetova & Zdravka Jordanova ·
1980: Jelena Chloptseva & Larissa Popova ·
1984: Marioara Popescu & Elisabeta Oleniuc ·
1988: Birgit Peter & Martina Schröter ·
1992: Kerstin Köppen & Kathrin Boron ·
1996: Marnie McBean & Kathleen Heddle ·
2000: Jana Thieme & Kathrin Boron ·
2004: Georgina Evers-Swindell & Caroline Evers-Swindell ·
2008: Georgina Evers-Swindell & Caroline Evers-Swindell ·
2012: Katherine Grainger & Anna Watkins   ·
2016: Magdalena Fularczyk-Kozłowska & Natalia Madaj ·
2020: Nicoleta-Ancuța Bodnar & Simona Radiș ·
2024: Brooke Francis & Lucy Spoors
1976: Goretzki & Knetsch & Richter & Ahrenholz & Kallies & Ebert & Lehmann & Müller & Wilke ·
1980: Boesler & Neisser & Köpke & Schütz & Kühn & Richter & Sandig & Metze & Wilke ·
1984: O'Steen & Metcalf & Bower & Graves & Flanagan & Norelius & Thorsness & Keeler & Beard ·
1988: Strauch & Zeidler & Haacker & Wild & Kluge & Schröer & Balthasar & Stange & Neunast ·
1992: Barnes & Taylor & Delehanty & Crawford & McBean & Worthington & Monroe & Heddle & Thompson ·
1996: Tănase & Cochelea & Gafencu & Spîrcu & Olteanu & Lipă & Popescu & Ignat & Georgescu ·
2000: Damian & Susanu & Olteanu & Cochelea & Dumitrache & Lipă & Gafencu & Ignat & Georgescu ·
2004: Florea & Susanu & Bărăscu & Papuc & Gafencu & Lipă & Damian & Ignat & Georgescu ·
2008: Cafaro & Cummins & Davies & Francia & Goodale & Lind & Logan & Shoop & Whipple ·
2012: Cafaro & Francia & Lofgren & Ritzel, Musnicki & Logan & Lind, Davies & Whipple ·
2016: Elmore & Gobbo & Logan & Musnicki, Polk & Regan & Schmetterling & Simmonds & Snyder ·
2020: Roman & Gruchalla-Wesierski & Roper & Proske & Grainger & Mailey & Payne & Wasteneys & Kit ·
2024: Rusu & Anghel & Bodnar & Lehaci & Adam & Bereș & Vrînceanu & Radiș & Petreanu
- International Standard Name Identifier: 0000 0003 6965 5438
- Virtual International Authority File: 239690417
- WorldCat: E39PBJgCJT6RChTK6qJ9grycfq